# لاله ولادن بيجني
لاله ولادن بيجَني (بالفارسية: لاله و لادن بيژني) (17 يناير 1974 - 8 يوليو 2003)؛ أختان توأم ملتصق من رأسيهما، توفيتا بعد إجراء عملية جراحية خضعتا إليها لفصلهما عن بعضهما البعض.

## عنهما
ولدتا في شيراز جنوب إيران، ودرستا القانون في جامعة طهران.
لقد واجهتا صعوبات بسبب وضعهما واختلاف رغباتهما الدراسية، فقد أرادت لادن أن تصبح محامية، في حين أرادت لاله أن تصبح صحفية، ومن ثم اتفقتا على رأي لادن فدرستا القانون معًا. وكانتا تأملان بعد عملية الفصل أن تكمل لادن دراسة القانون، وأن تذهب لاله إلى طهران لدراسة الصحافة.
كذلك تختلفان من ناحية الهوايات، فلاله تفضل ألعاب الحاسوب بينما أختها تفضل البرمجة. تصف لادن أختها لاله بأنها انطوائية بينما هي كثيرة الكلام. في 1996 سافرتا إلى ألمانيا لمقابلة أطباء جراحين لفصلهما عن بعضهما، ولكن الطاقم الطبي رفض الفكرة لوجود خطر كبير على حياتهما.

## العملية
في 2002، وبعد نجاح جراح الأعصاب السنغافوري كيث جو (بالإنجليزية: Keith Goh)‏ في فصل (جانجا وجوانا) التوأم الملتصق من ناحية الرأس، قررت الأختان بيجني السفر إلى سنغافورة لمقابلة الجراح لإجراء عملية الفصل. وعلى الرغم من تحذيرات الطاقم الطبي من أن نسبة نجاح العملية ضعيفة، أصرت الأختان على إجراء العملية، وبدأت وسائل الإعلام العالمية بتسليط الضوء على الأختين.
بعد سبعة أشهر في جنوب آسيا تمت فيها اختبارات نفسية وإجراءت قانونية، وضعت الأختان على سرير العمليات في يوليو 2003 تحت إشراف طاقم طبي دولي في مستشفى رافيل. يضم الطاقم 24 جراحًا و 100 طبيبٍ مساعد.
كانت العملية صعبةً ومعقدةً لارتباط الأختين في وريد أساسي. أجريت عملية الفصل في 8 يوليو 2003، ولكن وضع الأختين كان حرجًا جدًّا، فقد فقدت كل منهما كميةً كبيرةً من الدم بسبب تعقيدات العملية.

## الوفاة
انتهت العملية في الساعة 13:30 بتوقيت سنغافورة، ولكنْ كان هناك فقدٌّ كبير من الدم أثناء عملية نقلِ الدم. فارقت لادن بيجاني الحياة على سرير العمليات عند الساعة 14:30، في حين توفيت لاله بعد ساعة ونصف من وفاة أختها. وأعلن الوفاة رئيس المستشفى. وقد دُفِنَت الأختان في قبرين منفصلين، هذه المرة، جنباً إلى جنب.